# Neferirkare
Neferirkare, včasih tudi Neferirkare II., da bi se razlikoval od Neferirkare Kakaia iz Pete dinastije, je bil faraon Osme egipčanske dinastije, ki je vladala v zgodnjem prvem vmesnem obdobju Egipta (2181–2055 pr. n. št.). Po mnenju egiptologov   Kima Ryholta, Jürgena von Beckeratha in  Darrell Bakerja je bil 17. in zadnji vladar Osme dinastije. Veliko egiptologov ima Neferirkareja tudi za zadnjega faraona Starega kraljestva.

## Dokazi
Neferirkarejevo ime je jasno dokazano v 56. vnosu Abidoškega seznama kraljev, sestavljenega  med vladanjem Setija I. približno 900 let po Neferirkarejevi smrti.  Zadnja rekonstrukcija Torinskega seznama kraljev, sestavljenega v ramzeškem obdobju, kaže, da je bil Neferirkare zapisan v 13. vrstici 5. kolone seznama.

## Istovetenje
Farouk Gomaà, William C. Hayes in Baker istovetijo Neferirkareja s Horovim imenom Demedjibtavi (Dmḏ-ib-t3wy, "Tisti, ki združuje srci dveh dežel"), ki je zapisano na Koptoškem dekretu R, shranjenem v Egipčanskem muzeju (JE 41894). Dekret se nanaša na Minov tempelj pri Koptosu in ga izvzema iz plačevanja pristojbin in dajatev. Jürgen von Beckerath to istovetenje zavrača.
Drugo predlagano istovetenje je povezano s priimkom Vadžkare (W3ḏ-k3-Rˁ, "Cvetoča je Rajeva Ka"), zapisanem v Koptoškem dekretu R. Mnenja egiptologov o tej povezavi so zelo neenotna.
Maha Farid Mostafa je leta 2014 objavil napis, odkrit v Šemajevi grobnici. Napis pripada najverjetneje Šemajevemu sinu Idiju, četudi se njegovo ime ni ohranilo. Besedilo je datirano v vladavino kralja z imenom Pepi in prestolnim imenom Nefer-ka[uničeno]-Ra. Maha Farid Mostafa je prestolno ime rekonstruiral v  Neferirkare. Napis je  zagotovo iz Osme dinastije.

## Vladanje
Torinski seznam kraljev mu pripisuje leto in pol vladanja. Tako na Torinskem kot na Abidoškem seznamu kraljev je omenjen kot zadnji vladar združene Sedme/Osme dinastije. Neferirkareja je morda odstavil Meriibre Heti, prvi vladar herakleopolske Devete dinastije. Druga možnost je, da se je egipčanska država zaradi nizkega vodostaja Nila in posledičnih suš in lakote popolnoma sesula, s čimer se je začel kaos, imenovan prvo vmesno obdobje Egipta.